# Zászló

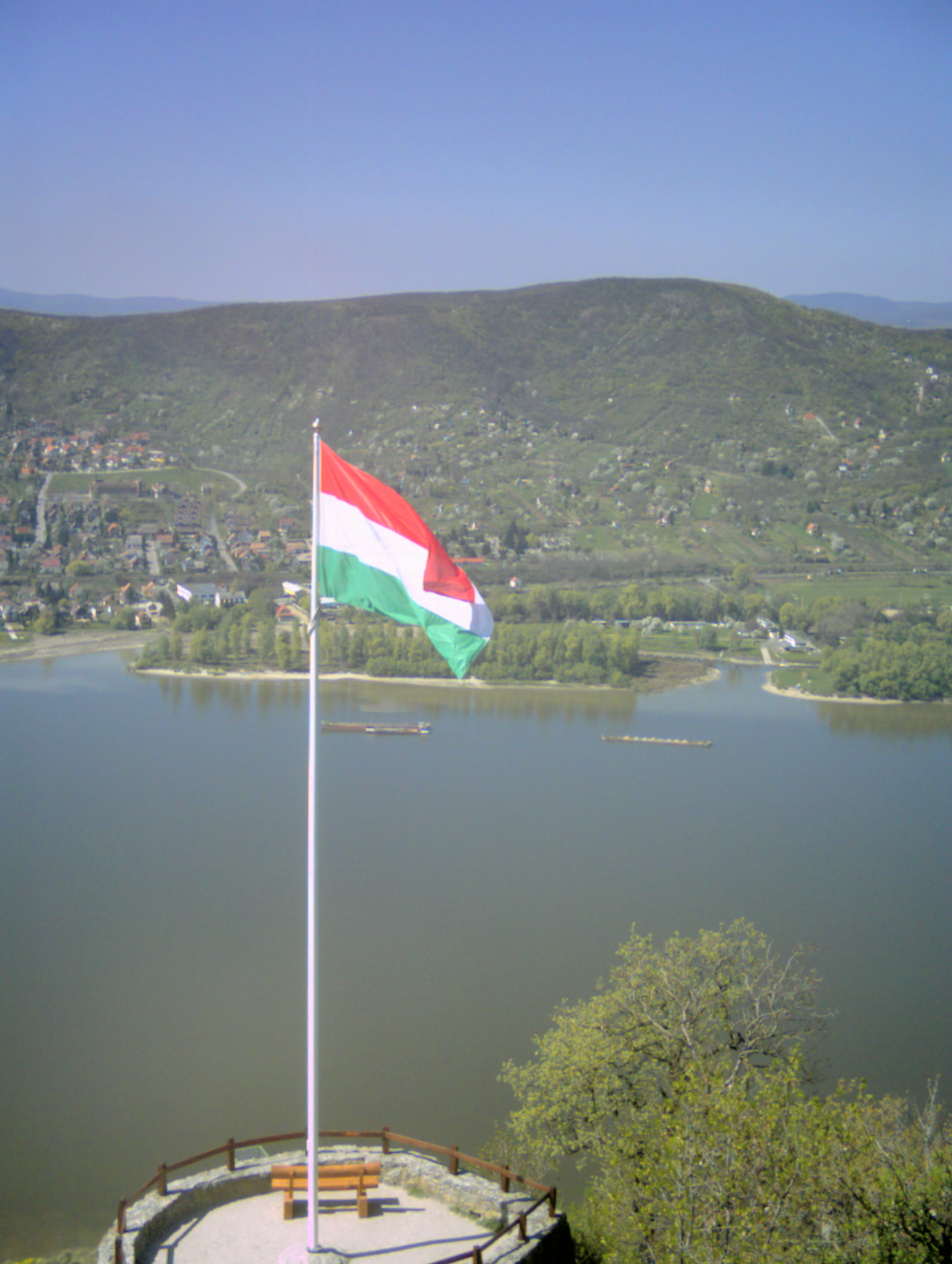
A magyar zászló

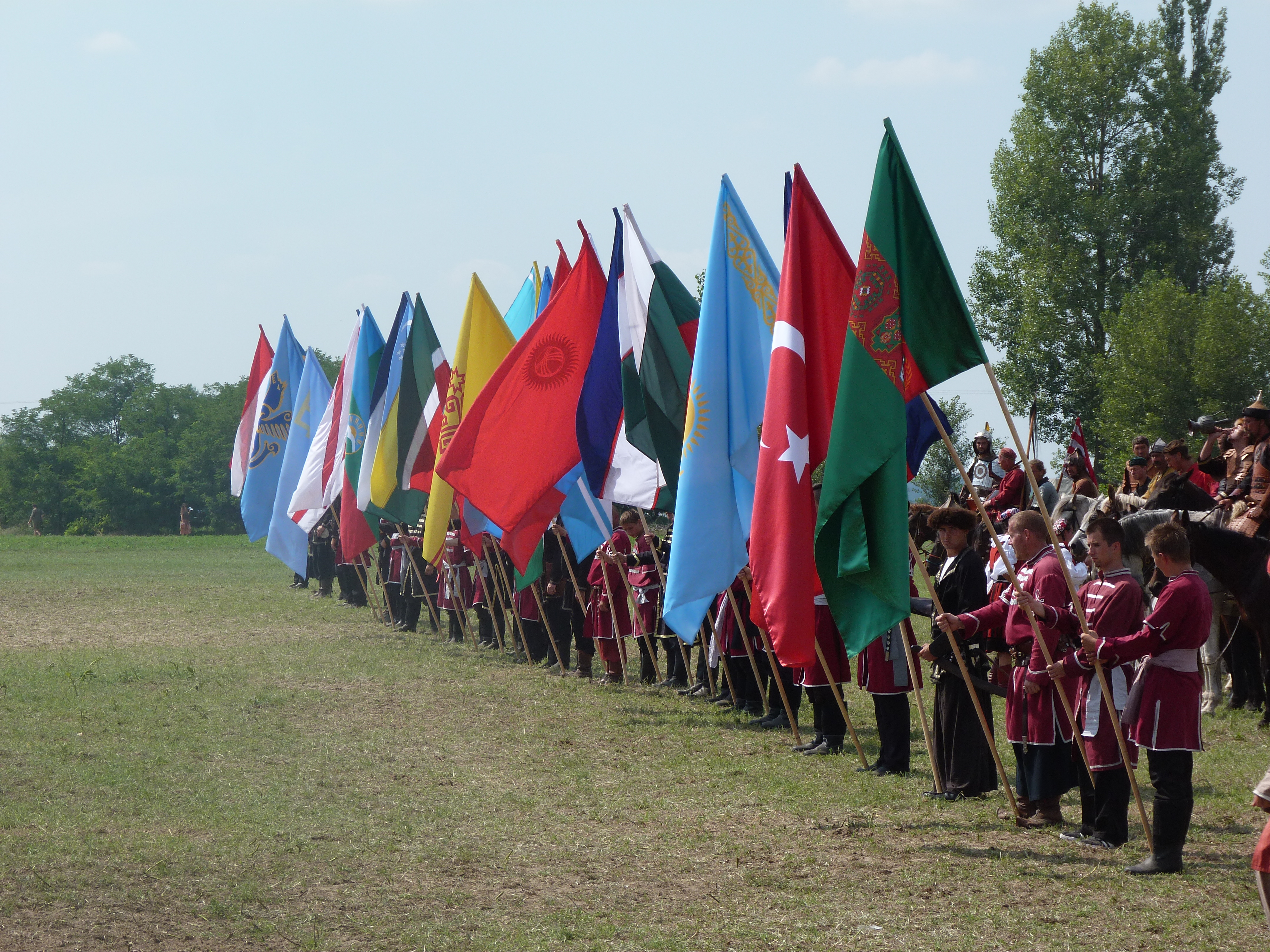
Turáni nemzetek zászlói

A zászló rúdra rögzített, meghatározott színezésű illetve mintájú textil, mely árbócon (keresztrudas zászló) vagy rúdon leng, a rúdra van rögzítve. (A lobogó viszont nincs mereven rögzítve, csak a sarkainál van kikötve.) A zászló alakja általában téglalap, de előfordulnak más formák is. Eredeti rendeltetése katonai volt, a csapatok azonosítására és vezénylésére használták. Különböző területeken ma is használnak zászlókat jeladásra (hajózás, vasút stb.). A három különböző színű sávból álló zászló neve trikolór (a francia eredetű szó jelentése „háromszínű”), ilyen az egyenlő méretű függőleges sávból álló francia, az olasz és a vízszintes sávokból álló magyar zászló is.

## Története
Habár hasonló szimbólumokat már a legelső civilizációk is használtak, modern megjelenésének körülményei a mai napig vita tárgyát képezi. Jópáran Kínára gondolnak, míg mások a Római Birodalomban használt vexillumot tartják a mai zászlók ősének. Eredetileg nem zászlókat használtak a római légiók jelzésre, hanem más eszközöket, mint például a sast Augustus császár X. légiójánál.
A középkorban zászlókat leginkább a vezetők megkülönböztetésére használtak. Európában a lovagok, Japánban a szamurájok, Kínában a tábornokok használták.
Kolumbusz Kristóf felfedezéseinek idejétől szokás (és később törvényi előírás) volt a hajók nemzetiségét zászlóval jelölni. Ezek a mai nemzeti zászlók és hajózási zászlók elődjei. Ma is zászlókat használnak a nemzetközi tengeri kommunikációban. Lásd Nemzetközi hajózási jelzőzászlók.
A 17. század végétől a lovagok helyét egyre inkább átvették a szervezett hadseregek, és a zászlók már nem csak a nemzetiséget, hanem a csapatot is jelölték. Ettől az időtől a zászló megszerzése egyet jelentett a győzelemmel. Mivel nagyon sok gondot okozott a zászlóvivőnek, ezért az első világháború óta csak ünnepi alkalmakkor használják.

## Nemzeti zászlók
Egy zászló legelterjedtebb feladata egy nép vagy ország szimbolizálása. Néhány zászló alapja volt több más zászló megszerkesztésének. Pár példa erre:
- A skót zászló valószínűleg a legrégebbi ma is használt nemzeti zászló az andráskereszttel. Más országok, amik szintén használják ezt a szimbólumot: Jamaica, Oroszország tengeri zászlói, Új-Skócia, Egyesült Királyság
- Dánia zászlaja a legrégibb, ma is használatban lévő, országhoz kapcsolódó zászló. Ez adta az ötletet a többi észak-európai ország zászlajához is, így például a feröeri, a finn, a svéd, az izlandi, és a norvég zászlókhoz.
- Svájc zászlaja adta a Nemzetközi Vöröskereszt zászlajának ötletét. (Ez a zászló pont megegyezett Tonga korabeli zászlajával, ezért 1875-ben Tonga megváltoztatta a nemzeti jelképét.)
- Hollandia zászlaja a legrégebbi trikolór. 1572-től a herceg zászlaja narancssárga-fehér-kék lett. Nem sokkal később a narancssárgát vörösre cserélték. 1630-tól ez a három szín lett a legkedveltebb trikolór készítésénél. Oroszország, India és Franciaország zászlaja megalkotásakor is innét vették az ötletet.
- A trikolórnak egy ezektől eltérő, másik típusában a piros és fehér mellett a harmadik szín a zöld. Erre példa az olasz zászló, melynek első változatát 1797-ben adaptálták. Ilyen háromszínű a magyar zászló is.

## Hadi zászlók

A Japán Császári Hadsereg hadi zászlaja

Ezek önálló hadsereggel rendelkező országok zászlajai, melyeket háború során használnak.
Vannak országok, (mint például az Egyesült Királyság, vagy a Náci Németország saját zászlót készítettek erre a célra, mely eltér a nemzeti zászlótól. Ezeket hívják kifejezetten hadi lobogóknak.
Más államok (mint az USA vagy Svájc) a nemzeti zászlót használja. A Fülöp-szigetek ugyanazt a zászlót használja, de hadi események alkalmával megfordítják a színeket. Szintén így hívják a tengerészetnél használt zászlókat.

## Tengeri zászlók
A zászlók rendkívül fontosak voltak a tengeren, a rádió elterjedése előtt, ugyanis kizárólag ezekkel tudtak kommunikálni. A kereskedelmi hajók és a jachtok kitűzik annak az országnak a zászlóját, amelyikben a hajó be van jegyezve, és a személyzet tagjainak nemzetiségére utaló zászlókat.
Néhány országban a jachtok zászlaja különbözik a kereskedelmi hajók zászlóitól, hogy jelezzék, a jacht szállítmánya nem igényel vámkezelést. Ha mégis kereskedelmi árut szállít a hajó, akkor ezt a legtöbb jogrendszer csempészésnek minősíti.
A számok és betűk jelzésére szabályozott nemzetközi rendszer létezik. Minden jelzőzászlónak megvan a saját jelentése.

## Forma és díszítés

Nepál zászlaja

A zászlók többsége téglalap alakú, de lehet bármilyen alakú és formájú, amit a szél meg tud lobogtatni. Lehet négyzet, mint Svájc és a Vatikán zászlaja. Általában megegyezik a két oldal mintázata, de van, hogy különbözik (Oregon zászlaja). A legfurcsább alakja Nepálénak van: két egymásra helyezett háromszög.
A legtöbb ország zászlaja ugyanazt mutatja mind a két oldalán. Ennek a csoportnak két alcsoportja van:
- A kép szimmetrikus a zászlótartó rúdra, így a zászló két oldalán ugyanaz a kép látható.
- A másik csoport, mikor a zászló másik oldalán az előoldal tükörképe látható. Nagyon elterjedt, és nem zavaró, ha a zászló nem tartalmaz írást. Ha valami díszítés van, akkor az rontja a szimmetriát.

Ha nem ugyanaz van a két oldalon, az egy másik kategória:
- A zászlón lévő kép nem szimmetrikus.
- A két oldalon teljesen más ábra található. Példa erre Paraguay zászlaja, Oregon zászlaja vagy a Szovjetunió zászlaja. Ez utóbbi egyik oldala vörös alapon sarló, kalapács vörös csillag, a másik oldala egyszínű vörös.

Az egyetlen egyszínű, díszítés nélküli nemzeti zászló Líbiáé volt (zöld).

## A sportban

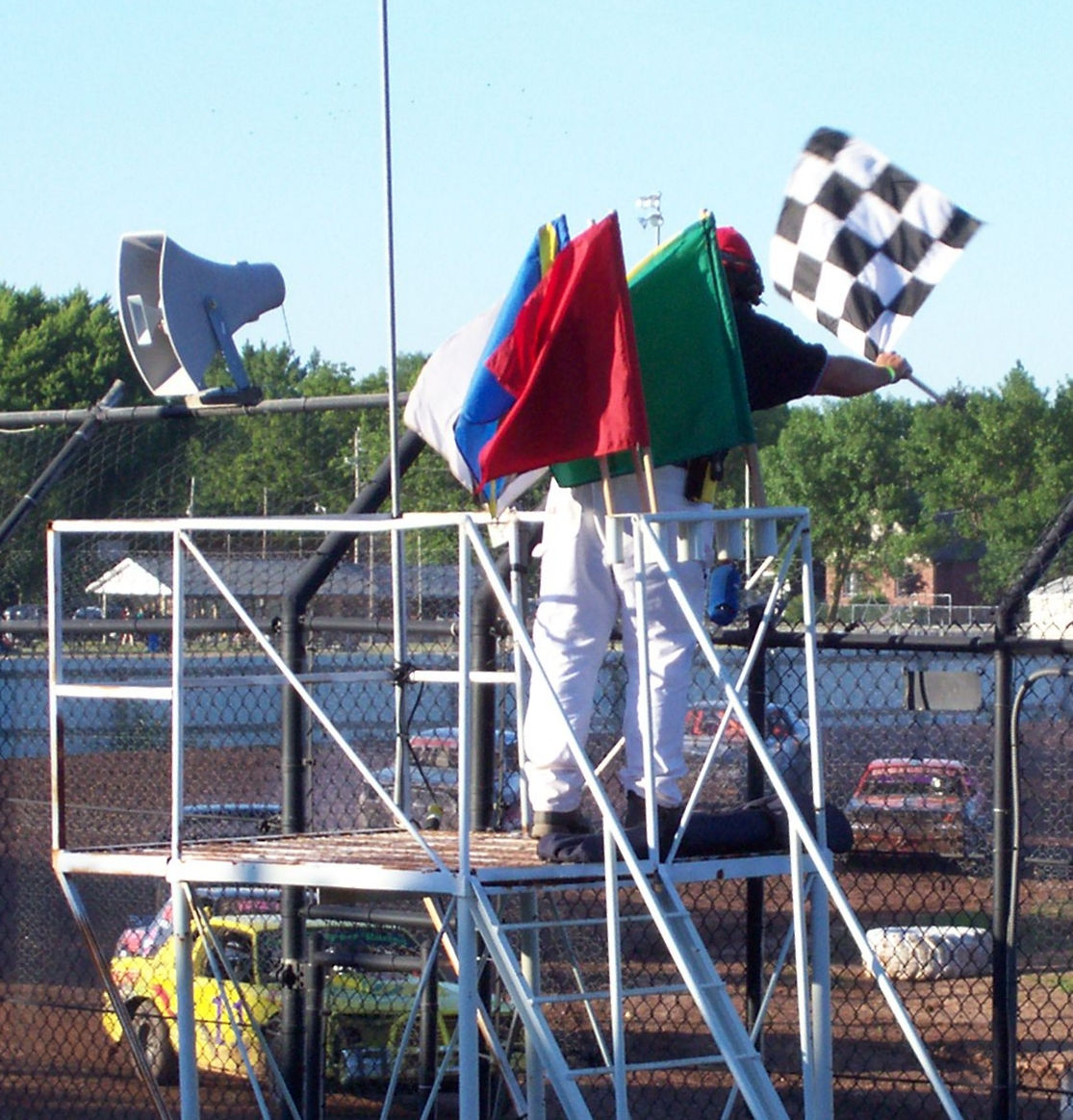
Zászlók egy autóversenyen

Mivel könnyen és egyértelműen lehet vele jelezni, ezért terjedt el a sportban. Pár példa rá:
- Az amerikai és a kabadia futballban zászlóval jelzik, ha valami nem szabályszerű a játék folyamán. Az előbbiben sárga, az utóbbiban piros zászlót használnak.
- Az autó- és motorversenyeken ezek segítségével kommunikálnak a vezetővel. Ezek közül a legismertebb a fekete-fehér kockás zászló. Ezzel intik le a győztest. Sárga zászló jelzi, ha valami miatt lassabban kell menni a megszokottnál, piros zászlót pedig a verseny felfüggesztésekor használnak. Fekete zászló jelzi a büntetéseket.
- Labdarúgásban az asszisztens a partvonalon különböző zászlókat tart. Ezzel jeleznek, ha szabálytalanság történik a pályán, vagy ha bedobás, szöglet következik.
- Ráadásul a szurkolók majdnem minden sportágban zászlókat lengetve szurkolnak sportolójuknak, csapatuknak. A legtöbb csapatnak van saját zászlaja, egyéni versenyeken pedig a szimpatikus versenyző országának zászlaját lengetik.
- A gael futballban és a hurlingban zöld zászló jelzi a gólt, és fehér zászló a pontot.
- Az ausztrál futballban két zászlót lengetnek gól, egy zászlót pont esetén.

## Úszózászlók

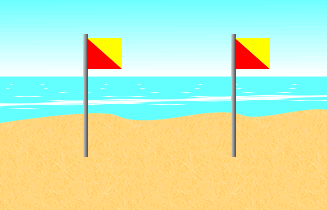
Úszásra alkalmas terület nyitva

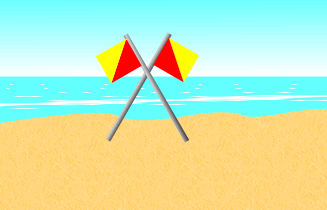
Úszásra kijelölt terület zárva

Ausztráliában, Új-Zélandon, a Fülöp-szigeteken és az Egyesült Királyságban két piros-sárga zászlót használnak, hogy jelezzék a fürdőzési területet. Ha a strand zárva van, a zászlókat keresztbe teszik. Általában két, egymásra fordított háromszög alkotja. Ausztráliában ezen kívül több színt használnak, más-más tartalommal. A piros bezárt strandot, a sárga nehezen úszható vizet, a zöld jó állapotú strandot jelez. Kijjebb lehet még kék zászló, ami a nem-motorikus sporteszközök használati sávjának külső határát jelölik.
Létezik zászló külön a szörfösök figyelmeztetésére is. Ez el van negyedelve, és a bal felső valamint a jobb alsó fehér, a többi fekete.